# Oel Dhakwa
Oel Dhakwa là một thị xã và là một nagar panchayat của quận Kheri thuộc bang Uttar Pradesh, Ấn Độ.

## Nhân khẩu
Theo điều tra dân số năm 2001 của Ấn Độ, Oel Dhakwa có dân số 11.077 người. Phái nam chiếm 53% tổng số dân và phái nữ chiếm 47%. Oel Dhakwa có tỷ lệ 51% biết đọc biết viết, thấp hơn tỷ lệ trung bình toàn quốc là 59,5%: tỷ lệ cho phái nam là 59%, và tỷ lệ cho phái nữ là 42%. Tại Oel Dhakwa, 17% dân số nhỏ hơn 6 tuổi.